# Heidenreich von Oer
Heidenreich von Oer (der Ältere) (* um 1340; † um 1410) war ein kurkölnischer Ministerialer und zeitweise Marschall von Westfalen und damit Stellvertreter des Erzbischofs in seiner Eigenschaft als Herzog von Westfalen.

## Leben
Er stammte aus dem Adelsgeschlecht von Oer und war Sohn von Heinrich von Oer. Heidenreich war 1365 Knappe. Im Jahr 1372 wird er als Marschall/Drost von Arnsberg erwähnt. Vorangegangen war, dass er dem Kölner Erzbischof 2000 Goldgulden auf die Schlösser und das Land Arnsberg vorgestreckt hat. Diese Summe wurde von der Stadt Soest zurückgezahlt. Erzbischof Friedrich versprach 1372, dass von nun ab das Amt des Marschalls der Grafschaft Arnsberg und das des Herzogtums Westfalen stets miteinander verbunden sein sollte. Die Grafschaft Arnsberg sollte solange nicht wieder verpfändet werden, bis der Erzbischof die 2000 Gulden an die Stadt Soest zurückgezahlt hätte. Ein Jahr später wird er als Amtmann von Recklinghausen genannt. Seit 1378, nach dem Abgang von Gotthard von Wevelinghofen, war er auch offiziell Marschall von Westfalen. Dem zuvorgegangen war, dass der Erzbischof das Amt für 6000 Gulden an Heidenreich versetzt hatte. Bei den Kämpfen des Erzbischofs von Köln mit den Grafen von der Mark hat Heidenreich die Kölner offenbar stark unterstützt, denn ihm wurden 10.500 Goldgulden als Ersatz für die aufgewendeten Kriegskosten versprochen. Im Jahr 1389 erwarb Heidenreich von Oer vom Kölner Domkapitel den Oberhof Oer zu Eigen. Seit 1409 war er auch Schulte zu Korne. Er baute die Horneburg zum Wohnsitz aus. Verheiratet war Heidenreich mit Neyse von Wickede. Aus der Ehe gingen die Söhne Heidenreich (der Jüngere) und Heinrich hervor.